# DarkSun
DarkSun — испанская рок-группа, играющая в стиле пауэр-метал. Образовалась в 2002 году в городе Астурия, Испания.

## История

### El Legado(2002-2005)
После раскола пауэр-метал группы Nörthwind, три участника формируют хэви-металл группу Vendaval. Остальные, гитаристы Тино Эвия, Даниэль Гонсалес и клавишник Елена Пинто, образуют DarkSun. Группа набирает басиста Педро Хункера и барабанщика Даниэля Кабаля, который работал в Relative Silence вместе с Еленой Пинто. Они решили записать альбом после набора всех членов, чтобы иметь стабильный состав.
В середине 2003 года DarkSun отправились в Германию для записи своего дебютного альбома. Он был записан в студии VPS, выпускаемой Ingo Cjavkoski (более известный как Rage's producer). DarkSun гастролировали в Испании в течение целого года в поддержку альбома. Мнения критиков и остальных об этой новой группе были невероятно хорошие. В середине тура, барабанщик Даниэль Кабаль покинул группу. Остальным участникам пришлось отменить несколько концертов, прежде чем ввести замену Кабалю, барабанщика Рафаэля Йугероса, который был в то время известным по своей работе в пауэр-метал группе Darna в их первом и втором альбомах, и оставшийся после распада группы в 2004 году. Клавишник Елена Пинто покинула группу в конце 2004 года.

### El Lado Oscuro(2005-2007)
Когда тур по поддержке El Legado закончился, DarkSun снова вошли в студию для записи своего нового альбома. На середине композиции, аранжировки и производства нового альбома группа наняла замену Пинто, Виктора Фернандеса. Этот альбом был записан в Германии, в производстве с Ingo Cjavkoski. Отзывы снова были так хороши, как они могли бы быть. Питер Вагнер (of Rage fame) выступает вокалистом в песне, которая была выпущена в качестве бонус-трека на альбоме под названием "Prisoners of Fate".
Группа выпустила английскую версию El Lado Oscuro под названием The Dark Side в сентябре 2007 года через FC Metal Recordings. Группа сотрудничала с Rage's album Speak of the Dead с испанской версией песни "Full Moon" под названием "La Luna Reine", которая появилась в качестве бонуса. Сразу после выпуска The Dark Side барабанщика Рафаэля Йугероса оставили DarkSun. Йугерос уже работал с WarCry на их демо в 1997 году в Demon 97. Клавишник Виктор Фернандес покинул группу на лето 2007 года, будучи замененным Аной Фернандес, которая ранее играла в испанской группе Stormrider. На лето 2008 года DarkSun объявили, что Кабал покидает группу. На том же объявлении группа представила нового барабанщика Хосе Охеда.

## Дискография
- El Legado (2004)
- El Lado Oscuro (2006)
- The Dark Side (2007) — английская версия предыдущего альбома
- Libera Me (2008)
- Tocar el Sol (2010)
- Memento Mori (2012)
- Crónicas de Avarán (2016)
- Chronicles of Aravan (2016)